# Diego San José Castellano
Diego San José Castellano (Irún, 13 de octubre de 1978) es un guionista español.

## Biografía
Diego San José Castellano es un guionista de cine y televisión especializado en comedia. Se ha curtido en la pequeña pantalla escribiendo para programas de humor como Vaya Semanita, El intermedio, Qué vida más triste o La noche de José Mota. 
En 2009 llega su primera incursión en el cine con Pagafantas, por el que recibió en el Festival de Málaga el Premio al Mejor Guion Novel, compartido con Borja Cobeaga. También con Cobeaga escribió los guiones de No controles (2010), de la exitosa Ocho apellidos vascos (2014) y de su secuela Ocho apellidos catalanes (2015). También es autor del guion de Tenemos que hablar (2016) y de la adaptación al cine del cómic Superlópez dirigida por Javier Ruiz Caldera.

## Filmografía
- Superlópez (2018)
- Fe de etarras (2017)
- Tadeo Jones 2. El secreto del Rey Midas (2017)
- El pregón (2016)
- Tenemos que hablar (2016)
- Ocho apellidos catalanes (2015)
- Ocho apellidos vascos (2014)
- Las aventuras de Tadeo Jones (2012)
- Amigos... (2011)
- No controles (2010)
- Pagafantas (2009)
- La máquina de bailar (2006)

## Televisión
- Celeste (2024, Movistar+Plus) [2]
- Vota Juan (2019)
- El Ministerio del Tiempo (2016)
- Un país de cuento (2014)
- La puerta del tiempo (2013)
- La noche de José Mota (2013)
- Palomitas (2009)
- Qué vida más triste (2008-2010)
- El intermedio (2006)
- Made in China (2005)
- Agitación + IVA (2005)
- Vaya Semanita (2003)
- Entre cien fuegos (2002)

## Musical
- Más de cien mentiras (2011)

## Premios
- Premio Alma 2025 al mejor guion de serie de comedia, por Celeste. Concedido por el Sindicato de Guionistas de España ALMA. [3]